# Habenaria heyneana
Habenaria heyneana är en orkidéart som beskrevs av John Lindley. Habenaria heyneana ingår i släktet Habenaria och familjen orkidéer. Inga underarter finns listade i Catalogue of Life.

## Bildgalleri

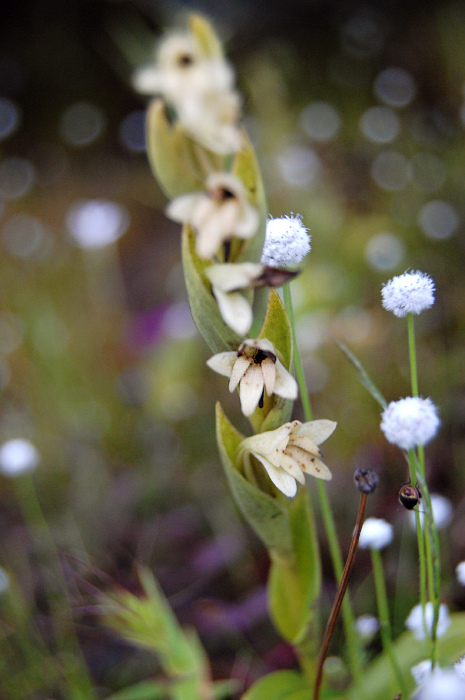